# 大谷哲夫
大谷 哲夫（おおたに てつお、1939年8月22日 - ）は、日本の仏教学者、曹洞宗の僧侶。駒澤大学学長・総長、都留文科大学理事長、東北福祉大学学長、曹洞宗総合研究センター所長、北京大学客員教授、国際（日中）禅文化交流協会会長などを歴任。市ヶ谷の長泰寺住職。東京都出身。

## 来歴
新宿区生まれ 。1958年3月、山梨県立都留高等学校卒業。
1963年3月、早稲田大学第一文学部哲学科東洋哲学専修卒業。1965年3月、早稲田大学大学院文学研究科東洋哲学専攻修了。1969年3月、駒澤大学大学院人文科学研究科博士課程仏教学専攻満期退学、4月に曹洞宗宗学研究所研究員。1977年4月、駒澤大学北海道教養部専任講師（岩見沢駒澤短期大学兼任講師）。1981年4月、駒澤大学北海道教養部助教授（岩見沢駒澤短期大学兼任助教授）。1988年4月、駒澤大学仏教学部教授。1998年4月、駒澤大学およびに駒澤短大副学長。
2002年4月、駒澤大学ならびに駒澤短期大学長に就任。2004年4月、苫小牧駒澤大学学長代行(2004年7月まで）。2006年4月、駒澤大学総長。2006年4月、苫小牧駒澤大学学長（兼務）(2007年3月まで)。2008年12月、学校法人駒澤大学理事長代行(2009年1月まで)。2010年3月、駒澤大学を定年退職。2013年4月、都留文科大学理事長。2015年12月、東北福祉大学学長。2016年2月、都留文科大学非常勤理事 。
日本仏教学会常任理事、日本印度学仏教学会理事、北海道印度学仏教学会評議員、日本道教学会員、日本中国学会員、日本宗教学会員。

## 略歴
- 1958年（昭和33年）3月、山梨県立都留高等学校卒業
- 1963年（昭和38年）3月、早稲田大学第一文学部哲学科東洋哲学専修卒業
- 1965年（昭和40年）3月、早稲田大学大学院文学研究科東洋哲学専攻修了
- 1969年（昭和44年）3月、駒澤大学大学院人文科学研究科博士課程仏教学専攻満期退学、4月曹洞宗宗学研究所へ研究員として入所
- 1977年（昭和52年）4月、駒澤大学北海道教養部専任講師（岩見沢駒澤短期大学兼任講師）
- 1981年（昭和56年）4月、駒澤大学北海道教養部助教授（岩見沢駒澤短期大学兼任助教授）
- 1988年（昭和63年）4月、駒澤大学仏教学部教授
- 1998年（平成10年）4月、駒澤大学並びに駒澤短大副学長
- 2002年（平成14年）4月、駒澤大学並びに駒澤短大学長
- 2004年（平成16年）4月、苫小牧駒澤大学学長代行(2004年7月まで）
- 2006年（平成18年）4月、駒澤大学総長
- 2006年（平成18年）4月、苫小牧駒澤大学学長（兼務）(2007年3月まで)
- 2008年（平成20年）12月、学校法人駒澤大学理事長代行(2009年1月まで)
- 2010年（平成22年）3月、駒澤大学定年退職
- 2013年（平成25年）4月、都留文科大学理事長
- 2015年（平成27年）12月、東北福祉大学学長
- 2016年（平成28年）2月、都留文科大学非常勤理事

## 著書
- 1978年4月『〈和訳〉従容録3』宝書院（復刻版、名著普及会、1984年）
- 1988年12月『祖山本永平広録考注集成 （上・下）』一穂社。渡部賢宗との共同監修[4]。下巻は翌1989年9月発刊。
- 1990年9月『曹洞宗 : その歴史と思想』田中良昭 編、同朋舎出版〈曹洞宗宗務庁洞宗教義法話大系 第2巻〉
  - 「宗統復古と宗学の勃興」
  - 「江戸期の曹洞宗教団」
- 1991年2月『瑩山禅師と外典』山喜房仏書林〈瑩山禅11〉
- 1991年3月『卍山本『永平広録』 : 祖山本対校』一穂社
- 1991年7月「梅峰竺信と『洞門劇譚』」『日本曹洞宗の祖師 : 伝記・語録』石川力山 編、同朋舎出版〈曹洞宗教義法話大系 第7巻〉
- 1991年8月「正法眼蔵47～56・71～86（解説）」『道元の著作 : 2-3』酒井得元、鈴木格禅、河村孝道 共編、同朋舎出版〈曹洞宗教義法話大系 第14-15巻〉[5]
- 1992年8月「聖典のこころ : 正法眼蔵深信因果・あきらかな道理』同朋舎出版〈曹洞宗の教えとこころえ〉
- 1993年7月『曹洞宗と儒教との交渉』吉川弘文館〈道元思想のあゆみ3〉
- 1994年7月『曹洞宗（2）』大東出版社〈禅学研究入門〉[6]
- 1996年1月『訓註永平広録 （上・下）』大蔵出版
- 1999年9月『道元禅師・おりおりの法話 : 永平広録に学ぶ』曹洞宗宗務庁
- 2001年10月『永平の風 : 道元の生涯』文芸社[7]
- 2004年3月『わが家の仏教曹洞宗』四季社（監修）
- 2005年2月『道元「永平広録・上堂」選』講談社〈講談社学術文庫〉
- 2005年6月『曹洞宗』世界文化社〈よくわかる仏事の本〉（監修）
- 2006年6月『道元「小参･法語･普勧坐禅儀」』講談社〈講談社学術文庫〉
- 2007年5月『十六羅漢の様相』光元堂
- 2007年10月『道元「永平広録・頌古」』講談社〈講談社学術文庫〉
- 2010年2月『日本人のこころの言葉 「道元」』創元社
- 2014年6月『道元「永平広録 真賛・自賛・偈頌」』講談社〈講談社学術文庫 2241〉全訳注。
- 2017年8月『道元「宝慶記」』講談社〈講談社学術文庫〉
- 2023年7月『大谷哲夫先生傘寿記念論集　禅の諸展開』大谷先生傘寿記念論集編集委員会 編（勉誠社、2023年）[10]
  - 「大谷哲夫先生略歴及び業績」i-xvi頁。

### 論文
CiNii
大谷哲夫著作。
『印度學佛教學研究』日本印度学仏教学会
- 「中國初期禪觀の呼吸法と養生説の「養氣」について : 安般守意經の流行をめぐつて」『印度學佛教學研究』第17巻第1号、日本印度学仏教学会、1968年、142-143頁、CRID 1390282680351206144、doi:10.4259/ibk.17.142。
- 「魏晉代における習禅者の形態 (2) 特に習禅者の神異と神遷家について」『印度學佛教學研究』第21巻第2号、日本印度学仏教学会、1973年、799-801頁、CRID 1390282680353938048、doi:10.4259/ibk.21.799、ISSN 0019-4344。
- 「宗統復古史上における連山師の位置」『印度學佛教學研究』第26巻第1号、日本印度学仏教学会、1977年、233-235頁、CRID 1390282680354076672、doi:10.4259/ibk.26.233、ISSN 0019-4344。
- 「『永平和尚業識図』考」『印度學佛教學研究』第27巻第2号、日本印度学仏教学会、1979年、861-863頁、CRID 1390001205377305728、doi:10.4259/ibk.27.861、ISSN 0019-4344。
- 「宗統復古史上における独菴師の位置」『印度學佛教學研究』第28巻第1号、日本印度学仏教学会、1979年、volume= 282-285、CRID 1390282680352982144、doi:10.4259/ibk.28.282、ISSN 0019-4344。
- 「近世日本仏教の中の曹洞禅 : 宗統復古とその形式化について」『印度學佛教學研究』第30巻第2号、日本印度学仏教学会、1982年、747-750頁、CRID 1390282680352743296、doi:10.4259/ibk.30.747、ISSN 0019-4344。
- 「日本禅門における三教観 :『三教一致辨』を中心にして」『印度學佛教學研究』第31巻第2号、日本印度学仏教学会、1983年、583-587頁、CRID 1390001205376039168、doi:10.4259/ibk.31.583、ISSN 0019-4344。
- 「近世洞門における三教観《承前》:『天桂禅師船歌』をめぐりて」『印度學佛教學研究』第36巻第2号、日本印度学仏教学会、1988年、682-689頁、CRID 1390001205377682048、doi:10.4259/ibk.36.682、ISSN 0019-4344。
- 「『永平広録』考 :『卍山本 永平広録』をめぐりて」『印度學佛教學研究』第40巻第1号、日本印度学仏教学会、1991年、240-245頁、CRID 1390282680354515328、doi:10.4259/ibk.40.240、ISSN 0019-4344。

国立国会図書館書誌データベース
『宗学研究』曹洞宗総合研究センター
- 「中国禅における調息法 : 道教の胎息法に関連して」通号 11、1969年3月、国立国会図書館書誌ID:945350。
- 「道元禅師における引用外典の基礎的研究（1）「正法眼蔵渉典続貂」を中心にして」通号 13、1971年3月、国立国会図書館書誌ID:000000010713-d4414071。
- 「道元禅師における引用外典の基礎的研究（1）「正法眼蔵渉典続貂」を中心にして」通号 13、1971年3月、国立国会図書館書誌ID:000000010713-d4414072。
- 「道元禅師における引用外典の基礎的研究（2）弘決外典鈔を中心にして」通号 14、1972年3月、国立国会図書館書誌ID:000000010713-d4414073。
  - 木下 純一 ほか「北九州地方資料調査報告〔付所蔵資料翻刻〕」208-228頁 国立国会図書館書誌ID:5020981
- 「道元禅師における引用外典の基礎的研究（3）「正法眼蔵随聞記」を中心にして」通号 15、1973年3月、国立国会図書館書誌ID:000000010713-d4414074。
  - 椎名 宏雄ほか「能登、北陸地方資料調査報告」265-319頁、図巻頭2頁 国立国会図書館書誌ID:211153
- 「「洞谷記」その原形についての一試論 : 大乗寺秘本「洞谷記」を中心にして」通号 16、1974年3月、国立国会図書館書誌ID:000000010713-d4414075。
  - 「資料 大乗寺秘本「洞谷記」〔大谷哲夫翻刻〕」231-248頁 国立国会図書館書誌ID:113449
- 「宗学復興期における禅戒論 :「対客閑話」「叢林薬樹」並びに「尸羅敲髄章」を中心にして」通号 17、1975年3月、国立国会図書館書誌ID:000000010713-d4414076、国立国会図書館書誌ID:1539720、2025年4月11日閲覧。
- 「宗学復興期における重嗣論の一側面 : 徹通義介禅師の問題を中心にして」通号 18、1976年3月、国立国会図書館書誌ID:000000010713-d4414077、国立国会図書館書誌ID:1647478、2025年4月11日閲覧。
- 「近世における宗統復古史研究序説（1）」通号 19、1977年3月、国立国会図書館書誌ID:000000010713-d4414078。
- 「近世における宗統復古史研究序説（2）」通号 20、1978年3月、国立国会図書館書誌ID:000000010713-d4414079。

INBUDS
- 近藤 良一（著）、藤田宏達（編）「祖山本永平広録考注集成」『印度哲学仏教学』上・下第5号、北海道印度哲学仏教学会、札幌、1990年10月30日、374-375頁、ISSN 0912-8816、INBUDS: IB00030019A。掲載誌別題『Hokkaido Journal of Indological and Buddhist Studies』
- 吉見 俊哉（著）、大谷哲夫先生傘寿記念論集編集委員会（編）「道元と大学：大谷哲夫先生傘寿を祝して」『禅の諸展開：大谷哲夫先生傘寿記念論集』、鳳仙学報、東京、2023年6月30日、26-28 (R)、ISBN 978-4-585-31015-0、INBUDS: IB00245924A。
  - 「大谷哲夫先生 : 略歴及び業績」i-xvi (R) 頁（INBUDS: IB00245849A）

### 映像作品
高橋 伴明、大谷 哲夫 : 中村勘太郎ほか（キャスト） 著、「禅 ZEN」製作委員会 編『禅 = ZEN』（ビデオディスク1枚 12cm（127分）BSH : 道元）アミューズソフトエンタテイメント (発売)、2009年。 NCID BB04802399。2009年公開映画（2008年製作）。別題『永平の風 : 道元の生涯』